# Melanagromyza argentea
Melanagromyza argentea är en tvåvingeart som beskrevs av Spencer 1963. Melanagromyza argentea ingår i släktet Melanagromyza och familjen minerarflugor. Inga underarter finns listade i Catalogue of Life.